# Força Lleida Club Esportiu
El Força Lleida Club Esportiu, també conegut com a Hiopos Lleida per motius de patrocini, és un club professional de bàsquet amb seu a la ciutat de Lleida. Va ser fundat l'estiu de l'any 2012, prenent el relleu com a màxim representant del bàsquet lleidatà del Lleida Bàsquet, que no va poder continuar competint a nivell professional per problemes econòmics. La temporada 2023-24 va assolir l'ascens a la Lliga Endesa.
Disputa els seus partits com a local al Barris Nord, un pavelló amb una capacitat per a 6.100 espectadors. Compta amb un total de 19 equips: el primer equip, 16 equips de la base del club i dos equips especials.

## Història
El Força Lleida Club Esportiu es va fundar l'estiu del 2012. Diversos empresaris van aportar els 180.000 euros necessaris per comprar la llicència de la categoria LEB Or. D'aquesta manera es va cobrir el buit que el Club Esportiu Lleida Basquetbol havia deixat amb la seva desaparició de les competicions oficials.
A la seva primera temporada, la 2012-13, el Força Lleida va debutar a la lliga finalitzant en setena posició, amb un balanç d'11 victòries per 15 derrotes. L'equip va aconseguir entrar als play-offs per l'ascens a l'ACB, perdent en l'eliminatòria al millor de 5 partits dels quarts de final contra el Palència per 3 a 2. A la següent temporada, l'equip va acabar en desena posició de la temporada regular amb les mateixes victòries que la campanya anterior, tot i que no va aconseguir acabar en posicions de playoff.
La temporada 2014-15, i amb un nou patrocinador, l'Actel Força Lleida va disputar la seva millor temporada a la lliga fins aquell moment, acabant en sisena posició amb un bagatge de 16 victòries i 12 derrotes. De nou classificats per playoffs d'ascens, l'equip va arribar a semifinals, després de superar al Palma, però les va perdre contra l'Ourense, equip que va acabar guanyant les fases eliminatòries. A la temporada següent, després de sumar només 9 victòries, l'equip va acabar en última posició de la lliga. Després d'uns mesos de negociacions, el club va aconseguir comprar una plaça lliure a la mateixa categoria i evitar així consumar el descens a LEB Plata.
Ja a la campanya 2016-17, tot i aconseguir acabar la competició amb més victòries que derrotes (18-16) després d'un gran inici de temporada, van acabar en desena posició sense poder entrar al playoff. A començaments de l'any 2019 el grup tecnològic ICG es converteix en patrocinador principal del primer equip pel que resta de temporada i dues més, passant a anomenar l'equip ICG Força Lleida.
La temporada 2023-24 va assolir l'ascens a la Lliga ACB. Sent tercer a la fase regular, elimina als playoffs l'HLA Alacant i al San Pablo Burgos, i derrota l'Estudiantes a la final disputada a Madrid.

## Denominacions per patrocini
- ICG Força Lleida (2019-2024)
- Hiopos Lleida (2024-)

## Pavelló
El Força Lleida Club Esportiu juga els seus partits com a local al Pavelló Barris Nord, situat a la ciutat de Lleida, al barri de Balàfia. Té una capacitat per acollir uns 6100 espectadors.
Quan el Lleida Basquetbol assolí l'ascens a la Lliga ACB, l'equip va haver d'abandonar l'antic Pavelló Onze de Setembre perquè aquest no complia els requisits mínims de capacitat que marcava la lliga. Es va encarregar la construcció d'un nou pavelló a un equip de 40 empreses de Lleida, que van aconseguir tota una fita: finalitzar-lo abans de la primera jornada de la lliga, és a dir, 125 dies després.